# 聖櫃
聖櫃（）とは、キリスト教・ユダヤ教において使われる、特別な箱を指す言葉。
ユダヤ教においては、聖櫃（せいひつ, אֲרוֹן קֹדשׁ ărōn (haq)qōdheš アローン・（ハッ）コーデーシュ, Holy Ark, Ark of the Law）とは、エルサレム神殿にあった品物に由来する言葉。冠詞ハーが付くと、エルサレム時代の唯一つの箱（契約の箱）のことである。

## エルサレム神殿
神殿内に十戒の板（石板）を収めていた箱をアローン＝ハッコーデシュ（אֲרוֹן קֹדשׁ ărōn qōdheš）という（歴代誌下 35:3 などを参照）。この箱は「聖櫃」とも訳されるが、キリスト教においては「契約の箱」と訳される事も多い。正教会では「約櫃」と訳される（後述）。

## ユダヤ教
ユダヤ教における聖櫃とは、シナゴーグ内で、トーラーの巻物（セーフェル・トーラー）を保管する設備のこと。
エルサレムの方向に位置する壁に設置する。
この壁、また方向を示す装飾品をアシュケナジム系コミュニティーではミズラハ「東」という（ミズラハは「東」なので、東にエルサレムがない地方では適用されない）。
セファルディム系ではヘーハール הֵיכָל hēykhāl 「宮殿」という呼び方をする。
ミズラハの内部に埋め込まれた形状のもの、壁の前に設置された箪笥状のものがある。
セファルディム系では聖櫃の上にネール・ターミード（ランプ）が下げられている。アシュケナジム系では聖櫃の前に幕（parokheth）が下げられている。ビーマー（アルメマール、テバー）までの手すり、高欄で囲まれた階段が付いている。
トーラーの朗読 Torah reading の際に取り出し、終わるとトーラーをケース（アシュケナジム系ではマント）に入れて聖櫃にしまう。

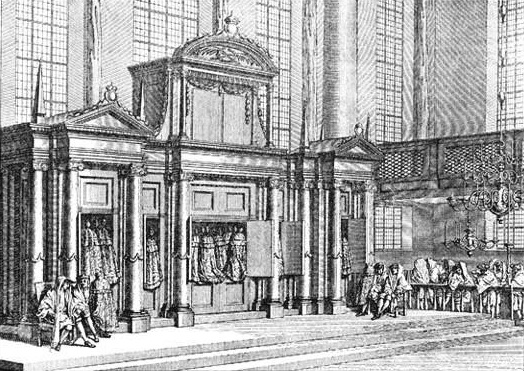
ジブラルタルのシナゴーグの聖櫃
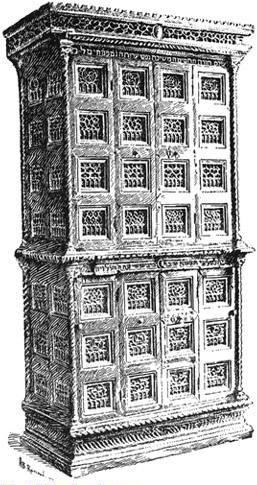
1505年、モデナのシナゴーグの聖櫃
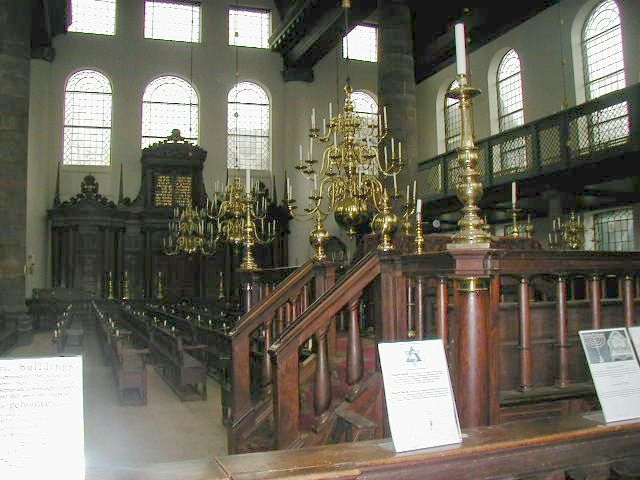
アムステルダム・ポルトガル系イスラエル人シナゴーグ Portugees-Israëlietische Synagoge

## キリスト教

### 正教会
正教会においては、聖櫃とは聖人の不朽体が納められた、装飾された箱である。ただし以下の聖龕や約櫃も聖櫃と呼ぶ事もある。
ハリストス（キリスト）の聖体（予備聖体）が納められた宝座上の箱は聖龕（せいがん）と呼ばれる。
旧約聖書に記された契約の箱の事は約櫃（やくひつ）と呼ばれる。正教会では、旧約における約櫃に生神女マリヤが預象（よしょう）されていたと伝統的に捉える。

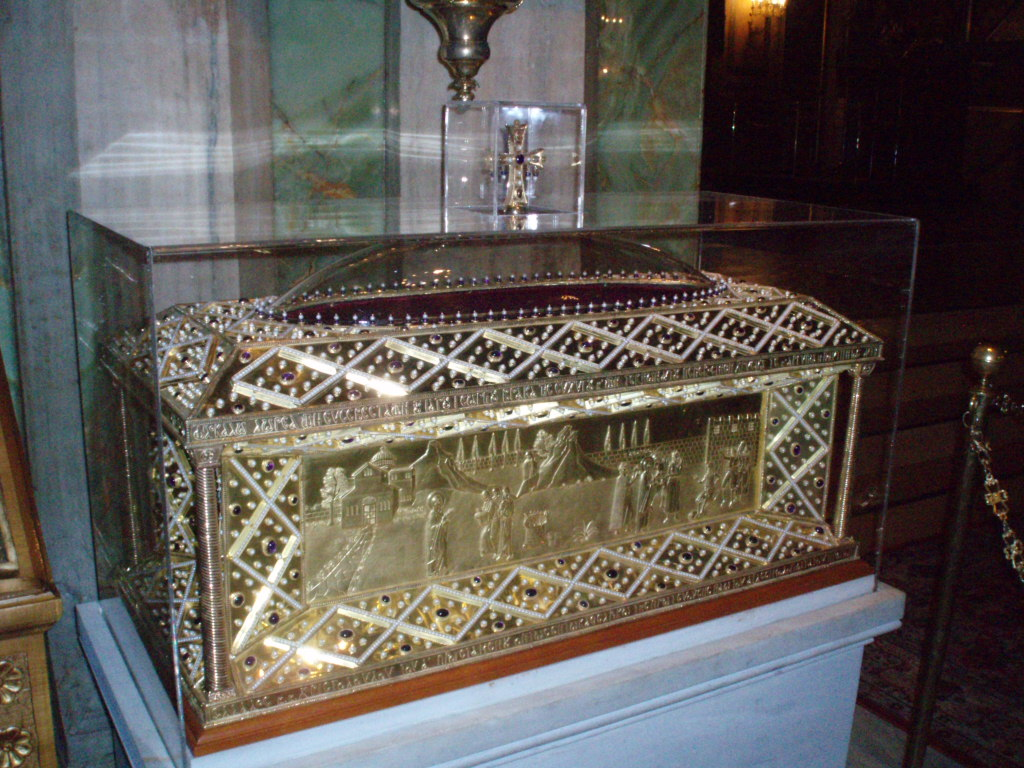
聖フィロセイの聖櫃（アテネの生神女福音大聖堂）
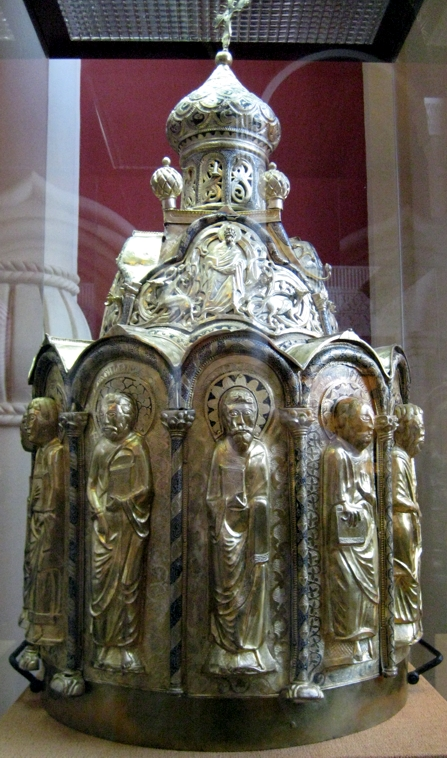
聖龕（モスクワ・クレムリンの生神女就寝大聖堂のためのもの）

### カトリック教会
カトリック教会において、キリストの肉に聖変化したと信じられているパン（聖体）をおさめた容器。
現在では聖体がおさめられているかどうかを、小さな赤いランプが灯っているかどうかで示すことが多い。多くは銀などの金属製。
契約の箱を聖櫃と呼ぶこともある。

## フィクションの聖櫃
- レイダース/失われたアーク《聖櫃》 (インディ・ジョーンズ シリーズ)